# 鄱阳湖水利枢纽
鄱阳湖水利枢纽，简称鄱阳湖大坝，是中国江西省北部长江中游段与鄱阳湖入江水道交汇处一个建设规划中的大型水利工程项目，位于庐山东麓。该项目是江西省政府提出的“鄱阳湖生态经济区”战略部署的重要组成部分，并于2009年获得中国国务院批准。
鄱阳湖水利枢纽工程的建设旨在通过科学的水位调节和生态环境保护措施，解决鄱阳湖水位波动频繁的问题，恢复湖泊的水位稳定性和生态系统的完整性。它所引发的环境、移民、防汛、航运等诸多问题，使它从开始筹建的那一刻起，便始终伴随着“建坝之争”，与鄱阳湖枯水期面临的“鄱阳湖之痛”相互映衬。

## 建设背景

### 早期设想
1920年，孙中山在其著作《建国方略》中早就提出设想，在鄱阳湖北建设“鄱阳港”和改善“鄱阳湖水路系统”，即为鄱阳湖水利枢纽工程的最初设想。1950年代袁良君提出《鄱阳湖湖口建闸蓄水意见书》，认为湖口建水坝蓄水可一劳永逸地改善江西河道网，畅通航道；同时拦蓄湖水，减少干旱灾害，灌溉无虞。
中华人民共和国水利部长江水利委员会于2003年完成《长江流域防洪规划报告》，专门研究了长江中下游的湖控工程。

### 提出规划

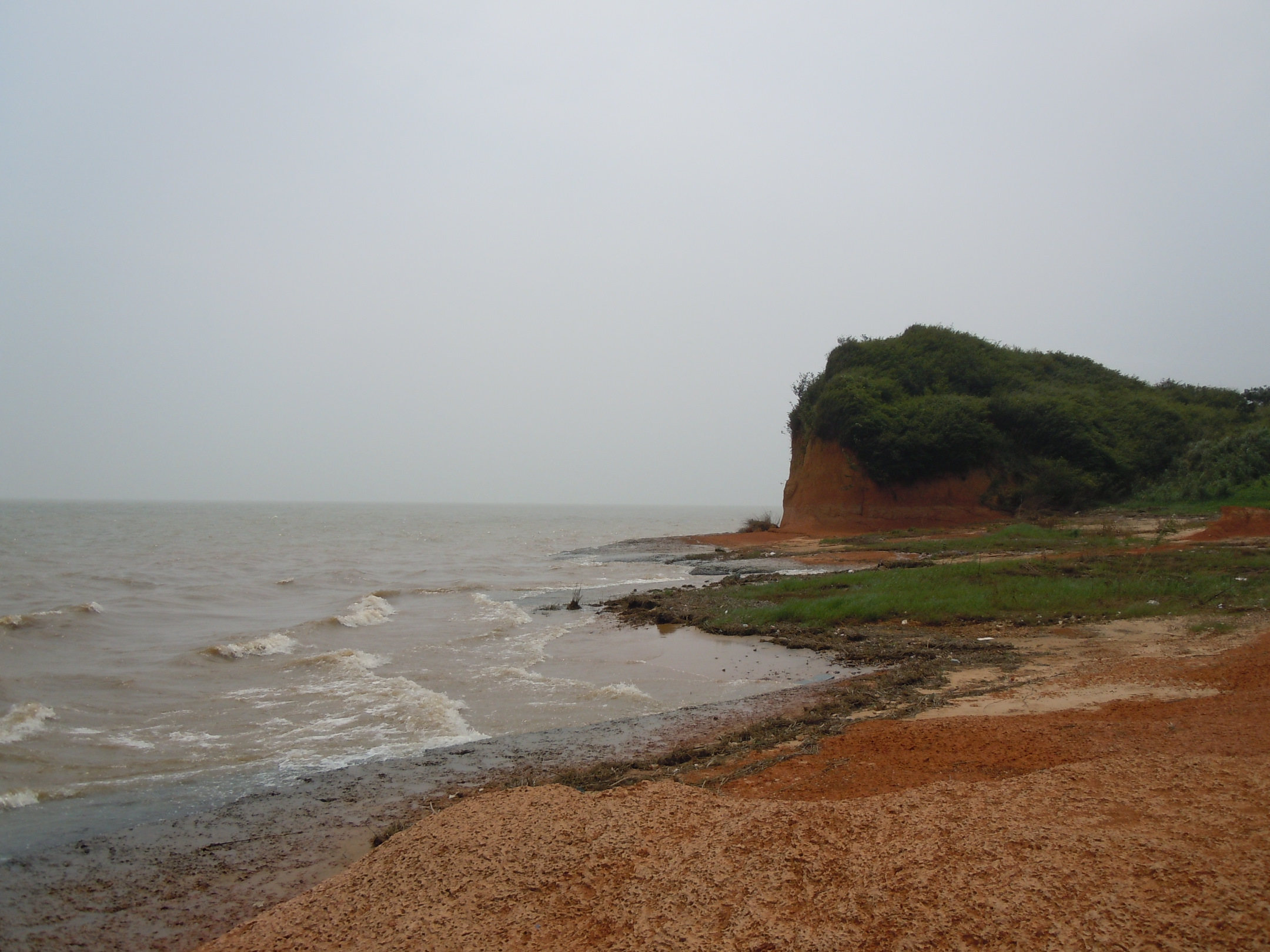
在鄱阳湖星子、都昌段，类似的沙化地貌遍布，附近生态趋于恶化。

随着气候变化和人类活动的影响，鄱阳湖枯水期的出现愈发频繁，湖区水位急剧下降，湖泊生态系统受到严重破坏，湿地面积减少，水生物种群减少，生态环境恶化。鄱阳湖水位的剧烈波动以及枯水期的频繁出现引发了人们的关注和担忧。2008年江西省政府提出了“鄱阳湖生态经济区”的战略部署。随后，12月国务院正式批准了“鄱阳湖生态经济区建设规划”，鄱阳湖水利枢纽工程是该规划的关键内容之一。
2010年1月，江西省鄱阳湖水利枢纽建设办公室成立，专门负责鄱阳湖水利枢纽工程项目报批、建设与管理等工作。2012年2月，水利部水利水电规划设计总院在北京召开会议，会议通过了《鄱阳湖水利枢纽项目建议书》行业审查。

## 项目规划与实施
自2008年提出“鄱阳湖生态经济区”战略部署以来，专家学者就鄱阳湖水利枢纽工程的可行性、影响评价等方面展开了大量的论证和研究工作，围绕水利枢纽的建设、水位调度方案及其生态环境影响等方面进行了深入研究。
鄱阳湖水利枢纽选址于北部入江水道处，建闸轴线总长2994米，设置64孔泄水闸，采取“建闸不建坝”、“调枯不调洪”的原则。在丰水期，闸门敞开以保持鄱阳湖与长江之间的自然水文节律变化；而在枯水期，闸门关闭以提高鄱阳湖水位。此外在左岸设通航标准达2000吨级的三线船闸，右岸设216级阶梯式鱼道。
鄱阳湖水电站的机组布置在大坝的后侧，蓄水能力可达200亿立方米，共安装8台单机容量1.15万千瓦灯泡贯流式机组，经测算，总装机容量9.2万千瓦，年发电量约10.33亿度。并同其上游的三峡大坝、葛洲坝水电站形成梯级调度电站。
在项目的规划与实施过程中，注重了社会参与和公众沟通，分别在2016年和2022年进行了两次公众参与的环境影响评价。

## 调度方案
鄱阳湖水利枢纽工程的调度方案是确保水位在合理范围内、满足不同时期水需求的关键措施。调度方案在不同时期实施不同的水位调节措施，以满足航运、水生态与水环境用水等需求。
江湖连通期
从4月1日到8月31日，水利枢纽的泄水闸门将全部敞开，实现江湖连通。
枢纽蓄水期
在9月1日至9月15日，将水位尽量控制在16.2米。
湖泊退水期
湖泊退水分为第一次期和第二次期，各有不同的水位调节计划。第一次湖泊退水期为9月16日至10月31日，闸上水位分4个阶段逐步均匀消落至13.7米左右。第二次湖泊退水期为11月至次年2月底，闸上水位分4个阶段逐步均匀消落至11.2米左右。
生态调节期
从3月1日到3月上中旬，控制闸前水位不低于10.7米。当外江水位上涨至与闸前水位持平时，闸门打开，实现江湖连通。

## 影响与争议
关于鄱阳湖水利枢纽建设及其调度方案的影响，进行了大量研究与讨论。研究表明，该工程的建设将明显提高湖泊水位，但可能导致湖区流速减小、水体滞留时间增加等问题，进而影响生态环境和湖区污染风险。此外，水利枢纽工程对鄱阳湖周边生态环境，特别是鸟类栖息地的影响也备受关注。
国际湿地公约秘书处曾致函中国外交部部长杨洁篪，担心建设鄱阳湖大坝会使鄱阳湖水质恶化并导致蓝藻暴发、湿地生态功能受损。
世界自然保护联盟发表报告称，如果大坝保在冬天持水高水位，那么每年江水、湖水的交换速率将大大减缓，水质无疑将会下降。作为鱼类和濒危水鸟如白鹤等来说重要的食物来源的鄱阳湖水生植被, 将会因水质恶化难以适应。由于水质下降，长江流域的洞庭湖和鄱阳湖中，水生植物和水生大型藻类植物将面临大量浮游植物泛滥的转变。如果这种情况不可逆转，这种变化对鄱阳湖来说将会付出极其昂贵的代价，强烈建议鄱阳湖大坝建设决议应该推迟。世界自然基金会也发表文章，对鄱阳湖水利枢纽工程持担忧和反对立场，并建议暂缓。